# Natsume
Natsume Company Ltd. (яп. ナツメ株式会社) — японська компанія, розробник і видавець відеоігор, а також мобільного і мережевого контенту і комп'ютерної графіки. Компанія відома як розробник і видавець ігор для всієї сім'ї, таких як серія Harvest Moon і Legend of the River King.

## Історія
Компанія Natsume була заснована 20 жовтня 1987 року, головний офіс розташовується в токійському районі Сіндзюку, є кілька додаткових офісів — в Йокогамі, Нагої і Осаці.
Компанія має філію в США, зареєстровану під ім'ям Natsume Inc. Філія була засновані в травні 1988 року і розташовується в каліфорнійському місті Сан-Франциско. Ще одна філія Natsume була відкрита в жовтні 2002 року — компанія Atari Co., Ltd. (не має відношення до однойменної американської компанії), яка розташовується в Осаці і спеціалізується на розробці аркадних ігрових автоматів. У травні 2005 року в Токіо почало діяти дочірнє відділення під назвою Natsume Solution.
У червні 1997 року компанія переклала англійською мовою і видала в США рольову гру Harvest Moon для Super Nintendo, розроблену в 1996 році компанією Pack-In-Video. Гра стала початком великої серії, а Natsume — її постійним видавцем у США. На 2009 рік серія включає близько 20 ігор і 7 спін-офів.